# Verdrag inzake psychotrope stoffen
Het Verdrag inzake psychotrope stoffen (Engels Convention on psychotropic substances) van 1971, ook wel Verdrag van Wenen inzake psychotrope stoffen genoemd, is een verdrag van de Verenigde Naties dat is bedoeld om het gebruik van psychoactieve substanties zoals amfetamine-achtige stimulantia, barbituraten, benzodiazepinen en psychedelica te regelen. Het verdrag werd ondertekend in Wenen, Oostenrijk, op 21 februari 1971. Het trad in werking op 16 augustus 1976, en was in mei 2017 door 190 landen ondertekend.
Het verdrag is een opvolger van het Enkelvoudig Verdrag inzake verdovende middelen uit 1961. Daarin waren vele nieuwe psychotrope stoffen uit de jaren ‘60 nog niet opgenomen. De reikwijdte ervan was beperkt tot drugs met cannabis, cocaïne en opium-achtige effecten. In de jaren zestig raakten dergelijke medicijnen algemeen beschikbaar, zeer tot ongenoegen van de overheden, die aandrongen op een verbod, met als argumenten de negatieve gezondheidseffecten en het moreel verval. Het Verdrag omvat in- en uitvoerbeperkingen en andere regels die erop gericht zijn het gebruik van deze middelen te beperken tot wetenschappelijke en medische toepassingen. 
In 1988 werd het verdrag uitgebreid met het Verdrag van de Verenigde Naties tegen de sluikhandel in verdovende middelen en psychotrope stoffen. 